# Volta a Bèlgica
La Volta a Bèlgica és un cursa ciclista per etapes que es disputa anualment a Bèlgica des de 1908.
La cursa ha tingut diverses interrupcions: els anys de la Primera i Segona Guerra Mundial i els anys 1981, 1983, 1984, 1987 i entre 1991 i 2001. Des del 2005 passà a formar part del calendari de l'UCI Europa Tour en categoria 2.1. El 2009 passà a la categoria 2.HC i des del 2020 forma part del calendari de curses de l'UCI ProSeries, el segon nivell del ciclisme mundial. Aquell any la cursa no es va disputar per culpa de la pandèmia de COVID-19.
Tony Martin, amb tres victòries, és el ciclista que més vegades ha guanyat la cursa.

## Palmarès
| Any                                                                 | Vencedor              | Segon                   | Tercer                    |
| ------------------------------------------------------------------- | --------------------- | ----------------------- | ------------------------- |
| 1908                                                                | Lucien Petit-Breton   | Gustave Garrigou        | Eugène Platteau           |
| 1909                                                                | Paul Duboc            | Jean Alavoine           | Cyrille Van Hauwaert      |
| 1910                                                                | Jules Masselis        | Henri Devroye           | Nestor Rosart             |
| 1911                                                                | René Vandenberghe     | Eugène Christophe       | Maurice Léturgie          |
| 1912                                                                | Odile Defraye         | Henri Pélissier         | André Blaise              |
| 1913                                                                | Dieudonné Gauthy      | Émile Masson            | Marcel Buysse             |
| 1914                                                                | Louis Mottiat         | Jean Rossius            | Paul Deman                |
| 1915-1918 edicions no realitzades degut a la Primera Guerra Mundial |                       |                         |                           |
| 1919                                                                | Émile Masson          | Hector Heusghem         | Jules Van Hevel           |
| 1920                                                                | Louis Mottiat         | Albert Dejonghe         | Léon Despontin            |
| 1921                                                                | René Vermandel        | Émile Masson            | Jules Van Hevel           |
| 1922                                                                | René Vermandel        | Émile Masson            | Théophile Beeckman        |
| 1923                                                                | Émile Masson          | Félix Sellier           | Nicolas Frantz            |
| 1924                                                                | Félix Sellier         | Nicolas Frantz          | Adelin Benoît             |
| 1925                                                                | Denis Verschueren     | Maurice De Waele        | Auguste Verdijck          |
| 1926                                                                | Jean De Busschere     | Félix Sellier           | Maurice Depauw Sr.        |
| 1927                                                                | Léopold-Albert Matton | Rémy Van Impe           | Jef Dervaes               |
| 1928                                                                | Jules Van Hevel       | Julien Delbecque        | René Vermandel            |
| 1929                                                                | Armand Van Bruaene    | Maurice De Waele        | Raymond De Corte          |
| 1930                                                                | Émile Joly            | Émile Decroix           | Hector Van Rossem         |
| 1931                                                                | Maurice De Waele      | Kamiel De Graeve        | Jean Wauters              |
| 1932                                                                | Léon Louyet           | Jan-Jozef Horemans      | Eugène Gijbels            |
| 1933                                                                | Jean Aerts            | Alfons Deloor           | Georges Ronsse            |
| 1934                                                                | François Gardier      | Antoine Dignef          | Alfons Deloor             |
| 1935                                                                | Jef Moerenhout        | Henri Garnier           | Jean Wauters              |
| 1936                                                                | Émile Decroix         | Robert Wierinckx        | Frans Bonduel             |
| 1937                                                                | Adolf Braeckeveldt    | René Walschot           | Georges Christiaens       |
| 1938                                                                | François Neuville     | Albert Ritserveldt      | Frans Demondt             |
| 1939                                                                | Joseph Somers         | Antoine Dignef          | Maurice Clautier          |
| 1940-1944 edicions no realitzades degut a la Segona Guerra Mundial  |                       |                         |                           |
| 1945                                                                | Norbert Callens       | Sylvain Grysolle        | Désiré Keteleer           |
| 1946                                                                | Albert Ramon          | Jan Engels              | Julien Hamelryckx         |
| 1947                                                                | Maurice Van Herzele   | Albert Ramon            | Emiel Rogiers             |
| 1948                                                                | Stan Ockers           | Lucien Mathys           | André Declerck            |
| 1949                                                                | Ernest Sterckx        | Raymond Impanis         | Roger Gyselinck           |
| 1950                                                                | Albert Dubuisson      | René Oreel              | Roger Gyselinck           |
| 1951                                                                | Lucien Mathys         | Marcel De Mulder        | Omer Braeckeveldt         |
| 1952                                                                | Henri Van Kerckhove   | Marcel De Mulder        | Georges Vermeersch        |
| 1953                                                                | Florent Rondelé       | Albéric Schotte         | Pino Cerami               |
| 1954                                                                | Henri Van Kerckhove   | Rik Van Looy            | Marcel Hendrickx          |
| 1955                                                                | Alex Close            | Marcel Ernzer           | Richard Van Genechten     |
| 1956                                                                | André Vlayen          | Joseph Planckaert       | Jean Brankart             |
| 1957                                                                | Pino Cerami           | Jean Vliegen            | Firmin Bral               |
| 1958                                                                | Noël Foré             | Armand Desmet           | Jan Zagers                |
| 1959                                                                | Armand Desmet         | Pieter Van Der Plaetsen | Kamiel Buysse             |
| 1960                                                                | Alfons Sweeck         | André Messelis          | Willy Truye               |
| 1961                                                                | Rik Van Looy          | Armand Desmet           | Willy Schroeders          |
| 1962                                                                | Noël Foré             | Peter Post              | Guillaume Van Tongerloo   |
| 1963                                                                | Peter Post            | Huub Zilverberg         | Frans De Mulder           |
| 1964                                                                | Benoni Beheyt         | Peter Post              | Gilbert Desmet            |
| 1965                                                                | Jean Stablinski       | Gilbert Desmet          | Roger De Breuker          |
| 1966                                                                | Vittorio Adorni       | Rolf Wolfshohl          | Jos Huysmans              |
| 1967                                                                | Carmine Preziosi      | Herman Van Springel     | Jan Janssen               |
| 1968                                                                | Wilfried David        | Marinus Wagtmans        | Herman Van Springel       |
| 1969                                                                | Eric De Vlaeminck     | Wim Schepers            | Herman Van Springel       |
| 1970                                                                | Eddy Merckx           | Walter Godefroot        | Eric De Vlaeminck         |
| 1971                                                                | Eddy Merckx           | Herman Van Springel     | Ferdinand Bracke          |
| 1972                                                                | Roger Swerts          | Willy De Geest          | Joop Zoetemelk            |
| 1973                                                                | Leif Mortensen        | Herman Van Springel     | René Pijnen               |
| 1974                                                                | Roger Swerts          | Ronald De Witte         | Ferdinand Bracke          |
| 1975                                                                | Freddy Maertens       | Michel Pollentier       | Frans Verbeeck            |
| 1976                                                                | Michel Pollentier     | Wilfried David          | Freddy Maertens           |
| 1977                                                                | Walter Planckaert     | Guido Van Sweevelt      | Cees Priem                |
| 1978                                                                | André Dierickx        | Freddy Maertens         | Dietrich Thurau           |
| 1979                                                                | Daniel Willems        | Herman Van Springel     | Alfons De Wolf            |
| 1980                                                                | Gerrie Knetemann      | Daniel Willems          | Francesco Moser           |
| 1981                                                                | Ad Wijnands           | Ronny Claes             | Gery Verlinden            |
| 1982-1983 edicions no realitzades                                   |                       |                         |                           |
| 1984                                                                | Eddy Planckaert       | Marc Sergeant           | Ronny Van Holen           |
| 1985                                                                | Ludo Peeters          | Phil Anderson           | Rudy Matthijs             |
| 1986                                                                | Nico Emonds           | Marc Sergeant           | Nico Verhoeven            |
| 1987 edició no realitzada                                           |                       |                         |                           |
| 1988                                                                | Frans Maassen         | Eric Van Lancker        | Allan Peiper              |
| 1989                                                                | Sean Yates            | Frans Maassen           | Johan Museeuw             |
| 1990                                                                | Frans Maassen         | Vladímir Pulnikov       | Adriano Baffi             |
| 1991-2001 edicions no realitzades                                   |                       |                         |                           |
| 2002                                                                | Bart Voskamp          | Ludo Dierckxsens        | Sylvain Chavanel          |
| 2003                                                                | Michael Rogers        | Bart Voskamp            | Robert Bartko             |
| 2004                                                                | Sylvain Chavanel      | Bart Voskamp            | Max van Heeswijk          |
| 2005                                                                | Tom Boonen            | Bert Roesems            | Linas Balčiūnas           |
| 2006                                                                | Maarten Tjallingii    | Sébastien Rosseler      | Max van Heeswijk          |
| 2007                                                                | Vladímir Gússev       | Maarten Tjallingii      | Leif Hoste                |
| 2008                                                                | Stijn Devolder        | Greg Van Avermaet       | Serguei Ivanov            |
| 2009                                                                | Lars Boom             | Koos Moerenhout         | Dominique Cornu           |
| 2010                                                                | Stijn Devolder        | Dominique Cornu         | Bram Tankink              |
| 2011                                                                | Philippe Gilbert      | Greg Van Avermaet       | Björn Leukemans           |
| 2012                                                                | Tony Martin           | Lieuwe Westra           | Carlos Barredo Llamazales |
| 2013                                                                | Tony Martin           | Luis León Sánchez Gil   | Philippe Gilbert          |
| 2014                                                                | Tony Martin           | Tom Dumoulin            | Sylvain Chavanel          |
| 2015                                                                | Greg Van Avermaet     | Tiesj Benoot            | Gaëtan Bille              |
| 2016                                                                | Dries Devenyns        | Reto Hollenstein        | Stijn Vandenbergh         |
| 2017                                                                | Jens Keukeleire       | Rémi Cavagna            | Tony Martin               |
| 2018                                                                | Jens Keukeleire       | Jelle Vanendert         | Dion Smith                |
| 2019                                                                | Remco Evenepoel       | Victor Campenaerts      | Tim Wellens               |
| 2020 edició cancel·lada                                             |                       |                         |                           |
| 2021                                                                | Remco Evenepoel       | Yves Lampaert           | Gianni Marchand           |
| 2022                                                                | Mauro Schmid          | Tim Wellens             | Quinten Hermans           |
| 2023                                                                | Mathieu van der Poel  | Søren Wærenskjold       | Casper Pedersen           |
| 2024                                                                | Søren Wærenskjold     | Mathias Vacek           | Alexander Aranburu Deba   |

## Ciclistes amb més victòries
Tony Martin, amb tres victòries consecutives, és l'únic ciclista que ha guanyat més de dues edicions. Fins a nou ciclistes l'han guanyat dues vegades.
| Nom                 | País          | Victòries | Anys             |
| ------------------- | ------------- | --------- | ---------------- |
| Tony Martin         | Alemanya      | 3         | 2012, 2013, 2014 |
| Louis Mottiat       | Bèlgica       | 2         | 1914, 1920       |
| Émile Masson        | Bèlgica       | 2         | 1919, 1923       |
| René Vermandel      | Bèlgica       | 2         | 1921, 1922       |
| Henri van Kerckhove | Bèlgica       | 2         | 1952, 1954       |
| Noël Foré           | Bèlgica       | 2         | 1958, 1962       |
| Eddy Merckx         | Bèlgica       | 2         | 1970, 1971       |
| Roger Swerts        | Bèlgica       | 2         | 1972, 1974       |
| Frans Maassen       | Països Baixos | 2         | 1988, 1990       |
| Stijn Devolder      | Bèlgica       | 2         | 2008, 2010       |
| Jens Keukeleire     | Bèlgica       | 2         | 2017, 2018       |
| Remco Evenepoel     | Bèlgica       | 2         | 2019, 2021       |